# Noblesse
(Frankenstein nel 108° capitolo di Noblesse.)
Noblesse (노블레스?, NobeulleseuLR) è un manhwa e webtoon a colori scritto da Son Jae Ho ed illustrato da Lee Gwang Su. I capitoli vennero pubblicati settimanalmente sulla piattaforma webtoon della Naver Corporation, Naver Webtoon, dal 30 dicembre 2007 al 7 gennaio 2019. Ne sono stati pubblicati 351 capitoli, raccolti in 6 volumi (uno per ogni saga della serie). Dal 2012, Son Jae Ho e Lee Gwang Su hanno iniziato a lavorare ad una novel basata sulla serie, che racconta delle vicende dei personaggi quando sono scuola. Questa novel è nota con il nome di Noblesse S.

## Trama
Noblesse vede come protagonista il nobile, o "Noblesse", Cadis Etrama Di Raizel, risvegliatosi improvvisamente in un palazzo abbandonato nella Corea del Sud dopo un lungo sonno durato per ben 820 anni. Rintracciato il suo fedele servitore Frankenstein, Rai decide iniziare a vivere una vita da semplice umano e di frequentare una scuola, la Ye Ran High School, con lo scopo di comprendere meglio la società e gli umani del ventunesimo secolo. Ma a causa della sua poca conoscenza delle nuove tecnologie e della cultura di quest'epoca si troverà spesso in situazioni alquanto bizzarre. Ad aggiungersi, verrà più volte coinvolto negli affari di un'organizzazione segreta che pare sia legata al motivo per il quale si è risvegliato proprio in quella città.

## Personaggi

### Protagonisti
Cadis Etrama Di Raizer (a.k.a. Rai)
Doppiato da: Shin YongWoo (animazione 2015) (ed. coreana), Tarusuke Shingaki (ONA e anime) (ed. giapponese)
Rai è un elegante, sofisticato e misterioso Nobile risvegliatosi nella Corea del Sud nel XXI secolo dopo un lungo sonno durato per 820 anni. Nonostante la sua età, appare fisicamente molto giovane e affascinante, ha i capelli neri corti e gli occhi rosso rubino (caratteristica che contraddistingue tutti i Nobili purosangue). Nell'orecchio destro porta anche un lungo orecchino che termina con una croce d'argento, la quale ha la funzione di sigillare parzialmente la sua forza.
I suoi poteri come Nobile, sono davvero estremamente potenti e devastanti, riguardano la sua incredibile capacità di controllo mentale ed una particolare tecnica di attacco chiamata "Blood Field" e inoltre la sua sola imponente presenza è in grado di suscitare in chiunque lo incroci, un certo sgomento unito al timore.
Non sapendo come e quando è arrivato in Corea, Rai decide di rintracciare il suo servitore Frankenstein e grazie questi inizia a vivere una vita da comune essere umano. Inizia anche a frequentare la Ye Ran High School, scuola del quale Frankenstein è il preside e dove si rapporterà con due compagni di classe, ma poiché non ha molta conoscenza degli usi e costumi del luogo, Rai si trova spesso confuso e disorientato, specialmente se si parla della moderna tecnologia.
Nonostante il suo comportamento sia sempre freddo, taciturno e distaccato, talvolta Rai mostra una certa compassione e apprensione nei confronti degli esseri umani, in particolare verso coloro con cui ha instaurato dei legami e che osserva sempre attentamente e protegge, anche se spesso non è chiaro se sia dovuto al suo carattere o a suo innato senso del dovere di nobile di difendere sempre coloro che sono più deboli di lui (il cosiddetto "Noblesse Oblige").
Frankenstein
Doppiato da: Kim SeungJun (animazione 2015) (ed. coreana), Daisuke Hirakawa (ONA e anime) (ed. giapponese)
Frankenstein è il devoto servitore di Raizel, lo supporta in ogni sua decisione e si rivolge sempre a lui chiamandolo "Padrone". Anche Frankenstein, nonostante la sua età, appare come un uomo abbastanza giovane, con capelli sono biondi lunghi fino alle spalle e con occhi di un profondo azzurro. Dentro di sé nasconde una forza incredibile, ma i suoi poteri vengono costantemente tenuti sotto controllo da un sigillo, che solitamente rilascia solo se è Rai ad ordinarglielo esplicitamente. Quando Rai rilascia il sigillo, Frankenstein è anche in grado di evocare anche la sua "Dark Spear", una lancia dall'incredibile potere, ma dall'aura terribilmente oscura. Caratterialmente è una persona molto allegra, ma diventa immediatamente serio e calcolatore se la situazione lo richiede. Inoltre, durante le battaglie, molta di nascondere anche un lato sadico e arrogante, specialmente dopo che viene rilasciato il sigillo. Sin dal giorno in cui Rai è scomparso, Frankenstein non ha mai smesso di cercarlo. Negli ultimi decenni ha persino fondato una scuola superiore, la Ye Ran High School, con la speranza che un giorno Rai potesse frequentarla e vivere una vita normale. Frankenstein, nel passato, è stato anche un grande scienziato che ha svolto diverse ricerche sulla possibilità di creare umani modificati capaci di sprigionare una forza simile a quelli dei Nobili. Nonostante non svolga più esperimenti del genere, non ha mai perso interesse per la scienza (come viene dimostrato dal grande laboratorio che tiene nascosto in casa sua).

### Studenti della Ye Ran High School
Han Shin Woo
Doppiato da: Tasuku Hatanaka (ONA), Ryota Iwasaki (anime) (ed. giapponese)
Shin Woo è un energetico e atletico ragazzo dai capelli rossi. Porta sempre un cerotto sul naso ed è molto conosciuto in città per la sua abilità nelle arti marziali, tanto da poter combattere e vincere contro più avversari, anche più grandi di lui. Nonostante sia un semplice umano, mostra anche una buona velocità e resistenza ai colpi, nonché un incredibile coraggio anche nelle situazioni più terribili. Nonostante Shin Woo abbia un carattere estremamente allegro e vivace, è anche abbastanza pigro, tanto che non è raro vederlo dormire e oziare a scuola.
Woo Ik Han
Doppiato da: Takuma Nagatsuka (ONA), Yohei Hamada (anime) (ed. giapponese)
Ik Han è un amico d'infanzia di Shin Woo e Yuna. È molto abile nell'uso del computer e di tutto ciò che ha a che fare con la moderna tecnologia. Durante la serie si scopre che oltre alla sua passione per i videogiochi, è anche un abile hacker, tanto da essere in grado di contrastare un esperto come Tao. Fisicamente, Ik Han risulta abbastanza basso(157 cm di altezza), ha i capelli castani e porta gli occhiali. Soffre anche di complessi riguardanti la sua altezza, ma trova conforto e complicità in Regis, che è alto più o meno quanto lui.
Suh Yuna
Doppiata da: Madoka Yonezawa (ONA) (ed. giapponese)
Yuna è un'amica d'infanzia di Shin Woo e di Ik Han. Yuna è caratterialmente molto amichevole, sensibile e dimostra un maggior senso del giudizio delle situazioni rispetto ai suoi amici. Quando a lei e a Rai viene insegnato come giocare ai videogiochi, lei si dimostra piuttosto abile sin dal primo tentativo. Ha anche una cotta segreta per M-21 sin dal primo momento che lo ha visto lavorare a scuola.
Yim Suyi
Suyi è una giovane e popolare idol che frequenta la Ye Ran High School. Appare alla fine del primo volume della serie, di ritorno a scuola dopo un breve tour di lavoro. Suyi è molto amica di Ik Han, Shin Woo e Yuna e la si vede spesso con il loro gruppo. Anche lei successivamente si aggiunge a Shin Woo e agli altri nella loro quotidiana abitudine di visitare la casa di Frankenstein per andare a trovare Rai.

### Nobili/ Noblesse
I Nobili sono una razza di aspetto simile a quello degli umani, ma dalla lunga durata della vita e dalle abilità incredibili. Si caratterizzano anche per il loro modo di comportarsi sempre composto ed elegante. Tutti i Nobili purosangue hanno inoltre in comune sia il potere di controllare la mente ed i ricordi altrui, sia una veloce capacità di rigenerazione, sia i particolari occhi di color rosso cremisi. Sin dalla notte dei tempi, poiché possiedono una grande forza, i Nobili si sono sempre tenuti in dovere di sostenere e proteggere gli umani dai pericoli, e ancora oggi molti di loro continuano a seguire questa antica tradizione. Nella serie viene anche spiegato che il detto "la nobiltà comporta degli obblighi", cioè il "Noblesse Oblige", derivi proprio da questo loro atteggiamento. Per quanto riguarda la loro struttura sociale, i Nobili erano in origine governati da un Lord e divisi in 13 clan, ognuno dei quali con un proprio capoclan, i cosiddetti Clan Leader. Ma dopo il tradimento di alcuni di questi contro il nuovo Lord, Raskrea, i clan si sono ridotti a 7. Nel passato, contrapposta alla figura del Lord, il quale governa i Nobili, ve ne esisteva un'altra con la funzione di agire nell'ombra e vegliare su tutti loro. Questo Nobile, dal potere persino maggiore rispetto ai Clan Leader, veniva chiamato "Noblesse". Successivamente alla scomparsa di questo Nobile, durante i secoli il termine "Noblesse" ha perso il suo originario significato ed è diventato un soprannome usato per riferirsi all'intera specie dei Nobili. Sia il Lord che tutti i Clan Leader si contraddistinguono oltre che per la loro forza, superiore rispetto a quelli di dei comuni Nobili, anche perché possiedono tutti un'arma speciale che contiene all'interno l'anima e la forza dei propri predecessori, la Soul Weapon. Tra le altre abilità dei Nobili, vi è anche la capacità di questi di fare dei contratti con gli umani, donando loro una parte del proprio potere. Ma talvolta capita che questi "contraenti" infettino a loro volta altri umani. Questi ultimi (che vengono chiamati "vampiri" o "mutanti") sono instabili e muoiono molto velocemente a meno che non bevano sangue umano, dando quindi vita a delle stragi. Poiché i Nobili non accettano questi comportamenti contro gli umani, spesso tocca a loro occuparsi di queste situazioni ed a porre fine a queste tragedie.

#### I Lord
Erga Kenesis Di Raskreia
Doppiata da: Ayana Taketatsu (anime) (ed. giapponese)
Il Lord, Raskreia, è una Nobile femmina e da circa 500 anni ed è l'attuale Leader della società dei Nobili. Siccome nella società è semplicemente nota solo con il termine di "Lord", è destino che con i secoli il suo vero nome venga dimenticato, proprio com'è successo in passato a tutti i suoi predecessori. Raskreia è la figlia del precedente Lord, ed ha sempre avuto una forte antipatia per Rai, tanto da farle pensare che sia stato lui a guidare segretamente la congiura di sei dei tredici Clan Leader, avvenuta poco tempo dopo la sua successione al trono. Successivamente cambierà opinione su Rai, scoprendo che invece lui aveva dormito per oltre 820 anni e che quindi non poteva essere coinvolto con quell'evento. Come Rai, anche lei si contraddistingue per il suo pieno controllo dell'abilità "Blood Field", mentre la sua Soul Weapon è una spada dall'impugnatura dorata, "Ragnarok".
Nonostante la sua Soul Weapon sia molto forte, in realtà essa contiene solo metà del suo originale potere. Infatti, il precedente Lord aveva diviso la Soul Weapon in due "Ragnarok" e ne aveva nascosto la seconda metà nella reggia di Rai.
Il precedente Lord
Il precedente Lord ha deciso di entrare nel sonno eterno circa 320 anni dopo la scomparsa di Rai. In passato, questo Lord a donò a Rai due croci d'argento, una delle quali viene ancora oggi da lui indossata come un orecchino. Il precedente Lord avrebbe desiderato che fosse Rai a diventare il nuovo Lord, ma la lui ha sempre rifiutato. Oltre ciò, siccome non sopportava che il ragazzo passasse i secoli senza uscire dalla sua reggia, adorava inventare scuse per costringerlo a presentarsi al suo palazzo, almeno per breve tempo. Quando Rai scomparve, il Lord ordinò a tutti i Nobili di cercarlo, ma nonostante i loro sforzi, il ragazzo non fu mai trovato. Siccome avrebbe voluto parlargli prima di entrare nel suo sonno eterno, il Lord organizzò un piano affinché, se il ragazzo fosse tornato, egli avrebbe trovato due suoi messaggi: uno nel tempio della magione di Rai, l'altro presso la sua propria tomba. Oltre questo, ha lasciato la seconda metà della sua Soul Weapon, "Ragnarok", nella reggia di Rai. Nonostante i suoi sforzi, Rai non pare aver mai apprezzato la Soul Weapon come regalo, commentando la vista della spada nel suo tempio con un "Pare che il Lord abbia dimenticato qui un oggetto davvero fastidioso".
Da quanto si è potuto vedere, il precedente Lord era noto per essere molto saggio, ma anche per avere una personalità allegra e testarda. La sua decisione di entrare nel sonno eterno volontariamente con i suoi (fedeli) Clan Leader nasce dal suo voler dare spazio alle nuove giovani generazioni di Nobili. Oltre questo, è molto protettivo verso la sua stessa figlia (tanto da lasciarle un messaggio in cui le consiglia di non fidarsi mai dei ragazzi) ed avrebbe preferito non vederla mai diventare a sua volta Lord visto che questo incarico porta con sé tanti grossi fardelli.

#### Clan Loyard
Seira J. Loyard
Doppiata da: Ai Kayano (anime) (ed. giapponese)
Seira è una giovane Nobile di circa 217 anni e ultima discendente della propria casata. Essendo il Leader del Clan dei Loyard, Seira possiede una Soul Weapon: una lunga falce nera, dorata e decorata da una cristallo rosso, la "Death Scythe". Secondo quanto riporta Frankenstein, il mito della Morte che si aggira con una falce deriva proprio dalla Soul Weapon di questo Clan. Come carattere, Seira si contraddistingue per essere silenziosa e timida, e talvolta arrossisce se le si fanno dei complimenti. I suoi capelli sono lunghi e argentei, mentre i suoi occhi sono rosso scarlatto. Seira fa da guardiana a Regis K. Landegre in attesa che questi raggiunga il momento per la "Cerimonia di Raggiungimento dell'Età Adulta", che avviene quando un Nobile compie 200 anni. Ha ottenuto il titolo di Clan Leader quando era ancora molto giovane, prima di raggiungere la maggiore età, a causa dell'improvvisa morte del padre. Questo ne fa in assoluto la più giovane Nobile ad essere diventata Clan Leader. Durante la storia, Seira inizia a vivere presso la casa di Franjenstein e Tao la convince ad entrare nelle file dell'RK-5 come membro N°5.

#### Clan Landegre
Regis K. Landegre
Doppiato da: Akihisa Wakayama (anime) (ed. giapponese)
Regis è un giovane Nobile di appena 199. Per prepararsi per la sua Cerimonia di Raggiungimento dell'Età Adulta, Regis ha lasciato Lukedonia ed ha viaggiato per il mondo umano per poter fare nuove esperienze. Regis tiene in grande considerazione l'onore e l'eleganza di una persona e spesso giudica gli altri in base a queste caratteristiche. Come Seira, anche lui ha i capelli argentati, ma con due strisce nere che gli percorrono le tempie. È visto molto spesso in compagnia di Seira J. Loyard, la quale gli fa da guardiano. Regis è caratterialmente molto arrogante e inizialmente provava un forte disprezzo per gli umani modificati, ma prova anche un forte rispetto per il codice d'onore dei Nobili e quando ve n'è l'occasione fa di tutto per proteggere gli umani da eventuali pericoli. Ha anche un forte rispetto verso Rai, che considera come la creatura più elegante che abbia mai visto. Durante la storia, Regis inizia a vivere presso la casa di Franjenstein e Tao lo costringe ad entrare nelle file dell'RK-5 come membro N°3.
Gejutel K. Landegre
Doppiato da: Jang Kwang (animazione 2015) (ed. coreana), Itaru Yamamoto (anime) (ed. giapponese)
Gejutel è un Nobile ed attuale Leader del Clan dei Landegre. È il nonno di Regis ed ha lo stesso senso dell'onore del suo giovane nipote. Alle volte testa Regis e lo osserva nel suo compito di proteggere gli umani. Sembra non avere una grande simpatia per Frankenstein ed è l'ultimo dei Clan Leader rimasto in vita tra quelli che servivano il precedente Lord (se non si contano i sei traditori). Prima di entrare nel sonno eterno, il precedente Lord gli ha affidato il compito di guidare il nuovo Lord e le nuove generazioni di Clan Leader. Essendo un Clan Leader, ovviamente possiede anche lui una Soul Weapon, Legasus, una lunga e tozza lancia nera e dorata.
Roussard Landegre
È il figlio di Gajutel e padre di Regis. Non si sa molto su di lui se non che è stato un Clan Leader per un breve periodo, finché non fu assassinato durante un agguato insieme al padre di Seira. Successivamente alla sua morte, il padre Gajutel ha ripreso il suo ruolo di Clan Leader, almeno finché Regis non sarà pronto per succedergli.

#### Clan Kertia
Rajak Kertia
Doppiato da: Kentarō Kumagai (anime) (ed. giapponese)
Rajak è il Clan Leader della casata dei Kertia. La sua Soul Weapon, "Kartas", ha la forma di due lunghi pugnali neri e dorati. Il Clan dei Kertia è anche specializzato nella velocità e furtività, proprio come un assassino. Rajak è molto leale verso il proprio Lord ed ha anche un forte senso dell'onore. In un'occasione, quando suo fratello scoppiò in una rabbia distruttiva, fu lui a domarlo e a decidere di rinchiudendolo in isolamento per ben 10 anni. Nonostante ciò, pare piuttosto affezionato a suo fratello Rael.
Rael Kertia
Doppiato da: Daishi Kajita (anime) (ed. giapponese)
Rael è un ambizioso Nobile e fratello minore dell'attuale Clan Leader della sua casata, Rajak Kertia. Il loro padre, Ragar, fece sì che Rael ereditasse parte della propria anima, creando così una seconda Soul Weapon incompleta chiamata "Grandia", una coppia di pugnali neri con decorazioni dorate, simili a quelli del fratello, ma più corti. Sommato al fatto che è velocissimo, Rael risulta uno dei membri più forti del suo clan. Caratterialmente è molto arrogante e ha una particolare antipatia per gli umani, che in passato hanno cercato più volte di surclassare i Nobili, tradendo così la fiducia che essi gli avevano dato per molte generazioni. Nonostante la sua indole ribelle, prova un estremo rispetto per suo fratello e gli altri Clan Leader. In passato, si è anche proposto come possibile marito di Seira, ma ella lo rifiutò e così Rael scoppiò in un'incredibile e furiosa rabbia. La furia distruttiva di Rael fu poi domata da suo fratello, che però decise di punirlo per questa sua trasgressione imprigionandolo per 10 anni. Non è chiaro se voglia sposare Seira perché gli piaccia veramente o per ambizione personale (come invece suppone Regis), fatto sta che se vede qualcuno farle del male o parlare male di lei, Real diventa una furia. All'inizio sembrava avere ben poca simpatia per Regis a causa delle loro diverse ideologie nei confronti degli umani modificati, ma nel corso della storia i loro dissapori sembrano essersi parzialmente attenuati.
Ragar Kertia
Fu il padre di Rajak e Rael e precedente Clan Leader della loro casata. Come il precedente Lord, anche lui è stato in grado di dividere la propria Soul Weapon in due, così che entrambi i suoi figli potessero ereditarne una. In passato è stato anche un amico di Frankenstein e spesso i due si sfidavano a vicenda per testare i loro poteri.

#### Clan Mergas
Ludis Mergas
Doppiato da: Mutsumi Tamura (anime) (ed. giapponese)
Ludis è uno degli attuali sette Clan Leader fedeli al Lord. La sua Soul Weapon si chiama "Izarok" ed ha la forma di una scimitarra dalla lama nera e di uno scudo dorato decorato da una croce bianca e nera. Quest'ultimo ha l'abilità di creare scudi capaci di difenderlo anche da attacchi di forza spaventosa. Per questa ragione Ludis è anche noto col soprannome di "Scudo del Lord". Ludis è anche capo del "Central Order", un gruppo di cavalieri che hanno il compito della sicurezza e difesa dell'isola in cui vivono i Nobili, Lukedonia. Nonostante la difesa sia la sua specialità, Ludis dimostra anche una considerabile forza ed agilità, tanto da essere in grado di distruggere da solo l'intera ottava flotta dell'Unione. Fisicamente è abbastanza basso, i suoi capelli sono color grigio scuro e coprono uno dei suoi due occhi rossi.

#### Clan Blerster
Karias Blerster
Doppiato da: Oki Sugiyama (anime) (ed. giapponese)
Karias è un Nobile ed è l'attuale Clan Leader della casata dei Blerster. Il precedente Lord aveva molto in simpatia Karias per il suo carattere allegro e compassionevole, molto simile al proprio. Fisicamente, Karias appare come un uomo molto altro e magro, con lunghi capelli biondi ed occhi rosso scarlatto. Karias sembra avere una certa simpatia per Regis, tanto da accettare la sua richiesta di aiutarlo ad allenarsi. La sua Soul Weapoon è un enorme arco nero di nome "Amore", capace di lanciare dardi con un incredibile precisione anche a chilometri di distanza. Nonostante sia specializzato negli attacchi a distanza, è molto abile anche negli scontri corpo a corpo grazie ai suoi riflessi ed alla sua capacita di schivare velocemente i colpi.

#### Altri Clan Leader
Rozaria
Rozaria è una delle uniche due Clan Leader donne, insieme a Seira. È molto forte e considera Seira come sua sorella minore. La sua Soul Weapon si chiama "Blood Witch" e ha la forma di un bastone marrone scuro con in cima un gigantesco occhio rosso. Fisicamente appare come un'affascinante donna dai capelli rossi legati in una coda, ha gli occhi di un rosso molto acceso e porta gli occhiali.
Kaye
Kaye è uno dei sette Clan Leader. Pare che, dopo Gejutel, Kaye sia il secondo più forte tra i Clan Leader. La sua Soul Weapon ha la forma di due guanti di metallo neri e rossi. Fisicamente appare come un uomo molto muscoloso, con i capelli bianche e alcune grosse cicatrici sul volto. Come tutti gli altri Nobili purosangue, anche lui ha gli occhi rosso cremisi.

### Licantropi
Molto tempo fa, i Licantropi erano una delle specie che dominava il pianeta. Nonostante ciò, essi sono sempre stati in numero nettamente inferiore rispetto ai Nobili e, a differenza di questi ultimi, mancano di autocontrollo. Siccome i Licantropi non sono in grado di modificare le memorie degli umani, solitamente si nascondono attentamente alla loro vista. Per questo è molto raro incontrarli. La gerarchia sociale dei licantropi, da quel che è stato rivelato, pare non essere tanto diversa da quella dei nobili, infatti anche loro hanno un Leader che onorano e chiamano "Lord". I licantropi, a differenza dei Nobili, adorano combattere e possiedono poteri rigenerativi maggiori. In termini di forza, essi sono in grado di competere con quella dei Nobili, con l'eccezione che non sono in grado di usare l'abilità del controllo mentale.
Muzaka
Doppiato da: Choi Han (animazione 2015) (ed. coreana)
Muzaka era il precedente Lord dei licantropi. Egli era anche un caro amico di Raizel e veniva spesso a fargli visita. Per qualche ragione sconosciuta successivamente loro ebbero uno scontro e pare che sia stato proprio questo ciò che ha causato il sonno di 820 anni di entrambi. La forza di questo licantropo è devastante, tanto da poter essere considerato uno dei pochi che può competere con il Noblesse. Fisicamente appare come un uomo alto e muscoloso, con diverse cicatrici in tutto il corpo ed i lunghi capelli bianchi.
Kentas
Kentas è un grosso e forte licantropo dal pelo castano chiaro. Adora combattere è ha simpatia per tutti coloro che si dimostrano forti e virili anche nelle situazioni a loro sfavorevoli. Talvolta lavora in coppia con la Quinta Saggia dell'Unione, la quale anche lei è un licantropo.

### Umani modificati/Esperimenti
Gli umani modificati sono uomini che hanno subito degli esperimenti da parte dell'Unione senza il loro volere, con lo scopo aumentare o donare loro nuove abilità. Gli esperimenti riusciti solitamente sono più forti e più stabili rispetto a quelli falliti, e spesso l'Unione si sbarazza di questi ultimi. Gli esperimenti falliti talvolta possono essere usati per ottenere dati utili e prevenire eventuali errori su quelli futuri. Gli esperimenti riusciti solitamente mostrano una forza fisica maggiore rispetto al normale e spesso possono mutare il loro aspetto fisico per ampliare le loro abilità.
M-21
Doppiato da: Hisafumi Oda (ONA), Kosuke Onishi (anime) (ed. giapponese)
M-21 è il ventunesimo dei 100 soggetti della serie "M", che hanno subito diversi esperimenti da parte del Dr. Crombel, uno scienziato dell'Unione. M-21 era stato classificato come esperimento fallito e messo a lavorare come agente di basso livello nell'unione insieme al suo amico M-24, unico altro soggetto della serie "M" sopravvissuto agli esperimenti. Inizialmente, M-21 viene introdotto come un ragazzo dal cuore di pietra, ribelle e al quale diverte creare problemi per alleviare la sua noia, ma durante la serie dimostra di avere anche un lato protettivo. A causa del suo lato sarcastico e ribelle, spesso finisce per far fortemente innervosire i propri nemici. Nonostante sia stato riconosciuto come esperimento fallito, col tempo M-21 ha iniziato a mostrare segni di alcune particolari abilità come la rigenerazione, una velocità e agilità oltre il normale e la capacità di cambiare parzialmente il proprio aspetto fisico. Quindi, per evitare di divenire ancora una volta oggetto dei terribili esperimenti dell'Unione, fa di tutto per mantenere segreti questi cambiamenti. Poiché non ha memorie di chi era prima di diventare un esperimento dell'Unione, il suo più grande desiderio è quello di scoprire la propria vera identità e quella dei suoi compagni della serie M. Durante la serie, M-21 tradisce l'Unione e si nasconde presso Frankenstein and Rai. Rai inoltre decide di risvegliare i poteri nascosti di M-21, dicendogli di non sottovalutare la loro origine. Infatti, secondo quanto poi scoperto da Frankenstein attraverso delle analisi sul corpo del ragazzo, M-21 sarebbe stato oggetto di un esperimento che riguardava l'impianto, nel corpo di un umano, del cuore di licantropo, una specie conosciuta per avere forza pari a quella dei Nobili. Tuttavia, M-21 non è ancora in grado di usare appieno questi poteri. Frankenstein successivamente lo assume come guardiano nella sua scuola, al Ye Ran High School. Tao successivamente lo iscrive tra i "Cavalieri di Rai" come membro N°4.
M-24
Doppiato da: Teruyuki Tanzawa (ONA) (ed. giapponese)
M-24 è un tozzo e muscoloso uomo modificato che fa parte degli esperimenti della serie "M". Era stato considerato un esperimento fallito e messo a lavorare come agente di basso rango per l'Unione insieme al suo compagno M-21. Nonostante ciò, col tempo ha iniziato a mostrare segni di cambiamento, come la possibilità di usare un'abilità di controllo mentale(anche se di basso livello) e una forza fisica sempre maggiore. All'inizio della serie sembrava un uomo dal carattere freddo e crudele, ma durante la storia mostra anche una certa compassione verso gli umani, specialmente per i bambini. M-24 è molto affezionato a M-21, unico altro superstite della serie "M", e lo considera come un fratello. Entrambi condividono il sogno di scoprire il proprio vero nome e quello dei loro altri 98 compagni che sono deceduti.

#### Squadra assassina
Mary
Doppiatoa da: Hitomi Nabatame (ONA) (ed. giapponese)
Mary è la prima degli esperimenti femminili che appaiono nella serie. Il suo compito solitamente è di fare da bodyguard per il Dr. Crombel. Sia lei che Jake fanno parte dell'unità degli assassini dell'Unione, ma Mary è nota per essere persino più forte di lui. Nonostante tutto, stando a quanto dicono i membri del DA-5, Mary è tra i più deboli membri dell'unità assassina. Il suo potere riguarda l'abilità di trasformare le sue braccia, dandole un'immensa forza e velocità negli attacchi. Caratterialmente, Mary è una ragazza silenziosa e si attiene sempre in modo preciso alle missioni, evitando di compiere atti diversi dagli ordini a lei assegnati. Alle volte rimprovera Jake, che la teme, quando si comporta troppo insolentemente verso il Dr. Crombel.
Jake
Doppiato da: Tōru Ōkawa (ONA) (ed. giapponese)
Jake è uno dei più forti esperimenti di successo del Dr. Crombel. Lui e Mary lavorano spesso in coppia ed entrambi fanno parte dell'unità degli assassini dell'Unione. Jake un tipo molto egoista ed estremamente aggressivo, fatto per il quale talvolta viene sgridato da Mary. Jake teme la sua compagna, perché lei è molto più forte di lui. Lui detesta essere oggetto di esperimenti, ma desidera ottenere più forza, così da potersi vendicare di Mary e Dr. Crombel, i quali lo guardano sempre dall'alto in basso. Jake ha l'abilità di poter trasformare le sue braccia aumentando di molto la sua velocità e forza fisica. Jake ha una bassa considerazione degli esperimenti falliti come M-21 e M-24, tanto che desidererebbe che l'unione si sbarazzasse finalmente di loro. Dopo essere stato ferito e sconfitto da Frankenstein, Jake costringe alcuni scienziati dell'Unione a condurre un altro esperimento su di lui per ottenere maggiore forza, ma senza però farlo sapere al tanto odiato Dr. Crombel.
Yuri
Yuri è un membro della squadra assassina che lavora come assistente personale per la Dr. Arith; segretamente però è anche un agente del Dr. Crombel. È un uomo molto organizzato, puntuale e parla sempre con un tono molto educato. È anche molto intelligente e scaltro, ma in battaglia talvolta si mostra anche perfido e violento. Yuri è in grado di usare la sua forte aura per lanciare raggi di energia contro i nemici. È anche molto agile e veloce.
Mark
È un agente specializzato nelle infiltrazioni, infatti è in grado di assorbire le cellule(in particolare quelle del cervello) del corpo di una persona morta per copiarne perfettamente i poteri, i ricordi e poterne prendere persino la forma fisica.
Bonerre
Bonerre è un altro uomo modificato, con capelli e barba biondi ed una cicatrice che da dalla fronte alla guancia sinistra. È un uomo molto serio e detiene un potere simile a quello di Yuri, cioè consiste nel modificare la propria aura per creare violente esplosioni di energia. È anche in grado di lanciare raggi e sfere di energia dalla mano contro i propri nemici. È abile anche nel combattimento ravvicinato.
Kalvin
Kalvin è un ragazzino dai capelli neri a punta e con grandi occhiaie sotto agli occhi. Lavora segretamente per Dr. Crombel ed è un abile e scaltro assassino specializzato nella creazione di veleni. Fino ad ora, Kalvin è il più giovane membro della squadra assassina mostratoci.

#### DA-5
Il DA-5 è un'unità creata dalla Dr.ssa Arith usando come modello i membri dell'unità Cerberus. Il tipo di missione al quale il DA-5 viene solitamente assegnato è di eliminare eventuali gruppi che si oppongono all'egemonia dell'Unione. Per potenziare le loro abilità fisiche, i membri di questa unità sono soliti prendere una speciale droga chiamata "D", creata appositamente per loro. I membri del DA-5 sono in totale 5, i quali ognuno è specializzato nell'uso di diversi tipi di armi: Krantz, Tao, Takeo, Hammer e Shark.
Krantz
Doppiato da: Jun Kasama (anime) (ed. giapponese)
Krantz è il leader e più forte membro del DA-5 e il suo potere pare essere maggiore di tutti gli altri quattro membri dell'unità messi assieme. Infatti, gli altri membri lo temono e rispettano. Ha un carattere serio e controllato, e odia trattare con gli esperimenti di basso rango. Fisicamente appare come un uomo muscoloso, con capelli e occhi azzurri, con una cicatrice che gli sormonta il viso in orizzontale. Tra le sue abilità vi è anche quella di poter assorbire gli altri membri della sua unità per incrementare le sue abilità.
Tao
Doppiato da: Masatomo Nakazawa (anime) (ed. giapponese)
Tao è un umano modificato di 24 anni, è un genio nel campo dell'informatica ed è un eccellente hacker. Ha ammesso di sentirsi un po' solo perché gli altri componenti del DA-5 sembrano non capire il suo amore per il computer e la tecnologia. Proprio per questa ragione trova conforto in qualcuno come Ik Han, che ha abilità molto simili alle sue. In apparenza sembra molto fragile e non possiede una particolare forza fisica come invece gli altri membri del suo gruppo, anche se pare che in passato sia stato in grado di sconfiggere da solo Jake (prima che questi ottenesse la seconda modificazione). Nonostante non abbia una grande forza, Tao si caratterizza per aver degli ottimi riflessi, agilità e la capacità di usare al meglio qualsiasi delle sue armi. Probabilmente nel DA-5 svolge piuttosto il compito di massimizzare l'efficienza degli altri membri team che eliminare i nemici. Rispetto agli altri membri del gruppo, Tao risulta uno dei meno freddi. Anzi, caratterialmente è sempre piuttosto allegro e chiacchierone. Dopo il suo tradimento dall'unità del DA-5, Tao inizierà a vivere a casa di Frankenstein ed a lavorare come guardia alla Ye Ran High School insieme a M-21 e Takeo. Tra i RK-5(i "Cavalieri di Rai"), da lui stesso fondati, Tao è il membro N°1.
Takeo
Doppiato da: Takeo Ōtsuka (anime) (ed. giapponese)
Takeo è un ragazzo alto e dai lunghi capelli viola, che usa come arma un grosso fucile da cecchino, che spesso custodisce in un altrettanto grossa e pesante cassa nera. Oltre questa, possiede anche due pistole che utilizza per gli scontri ravvicinati, in cui necessita usufruire della sua velocità. Gli uomini dell'Unione riescono a controllare Takeo poiché hanno sua sorella minore come ostaggio. Takeo adora gli umani, in particolare i bambini perché questi gli ricordano della sua adorata sorella, che vede solo in rare occasioni. Mostra sempre un carattere tranquillo e gentile, ad esempio quando offre una bottiglia d'acqua a M-21 quando questi era stato imprigionato e picchiato dagli altri membri del DA-5. Quando è in missione sotto copertura, gli piace chiacchierare e farsi coinvolgere con in normali cittadini, nonostante questo sia contro le regole dell'Unione. Successivamente, dopo aver tradito l'Unione, il quale lo crede morto, anche Takeo viene accolto a casa di Frankenstein. Successivamente entra a far parte dell'RK-5 come membro N°2.
Shark
Doppiato da: Katsumi Fukuhara (anime) (ed. giapponese)
Shark è un umano modificato brutale, crudele e senza cuore che adora uccidere i più deboli per divertimento ogni volta che ne ha la possibilità. È estremamente arrogante e facilmente provocabile. Durante la storia, si scopre che Shark ha ucciso tutte le persone con il quale Takeo è entrato in contatto in tutte le sue precedenti missioni e che queste sue azioni sono approvate da Krantz stesso. Infatti, secondo il volere dell'organizzazione, gli agenti hanno il dovere di eliminare qualunque possibile testimone delle loro azioni, non importa chi essi siano. Ogni umano che entra in contatto con un agente è considerato un possibile testimone e va quindi eliminato. Shark ammette che, in particolare, uccidere le persone con il quale entra in contatto Takeo ad insaputa di quest'ultimo, è uno dei suoi divertimenti preferiti.
Hammer
Doppiato da: Hiroki Yamada (anime) (ed. giapponese)
Hammer è un paffuto membro del DA-5 che mangia sempre. Nonostante abbia tendenze violente simile a quelle di Shark, si dimostra molto più capace di lui ad evitare guai e ad usare le situazioni a proprio vantaggio, anche questo significhi agire come un vero codardo.
Dr.ssa Arith
È la scienziata che si è occupata delle modifiche dei componenti del DA-5 ed ha inventato la droga "D", che ha l'effetto di potenziare le loro abilità. Arith ha modificato anche il proprio corpo così da poter assumere lei stessa il "D".

#### Cerberus
Cerberus è l'unità più forte del 12° Elder dell'organizzazione e solitamente li utilizza come proprie guardie del corpo. Dopo che il DA-5 e la Dr.ssa Arith vengono sconfitti in Corea, il dodicesimo Elder decide di mandare Cerberus ad investigare nel luogo dello scontro. I membri totali del team Cerberus sono 5: Taze, Ked, Lutai, Rodin e Yuizi.
Taze
Take è una fortissima umana modificata e leader del team Cerberus. Usa come arma una grossa falce ed è piuttosto presuntuosa. Taze ha i capelli viola scuro e a punta e solitamente indossa abiti scuri in stile gotico.
Ked
Ked è un muscoloso uomo dalla pelle scura, dal carattere presuntuoso e violento. La sua abilità consiste nel riuscire a modificare l'intero proprio corpo per creare intorno a sé una forte armatura che potenzia sia il suo attacco che la sua difesa. Nonostante il suo aspetto, è anche piuttosto veloce.
Lutai
Lutai è un uomo di statura piuttosto bassa, comparata invece a quelle dei normali agenti. Ha capelli biondi i sono tanto lunghi che gli arrivano quasi fino ai fianchi. Come Ked, anche lui è in grado di modificare il suo intero corpo, per creare un'armatura che lo protegge. Oltre questo, le sue mani si trasformano in motoseghe.
Rodin
Rodin è un altro umano modificato del team Cerberus. Quando il capitano Taze non è presente, è Rodin ad assumere il ruolo di leader. Fisicamente si presenta come un uomo alto con lunghi capelli bianchi. Il suo viso è sormontato da tre grosse cicatrici, mentre i suoi occhi sono giallo scuro. Quando si trasforma, il suo corpo viene ricoperto da un'armatura, mentre come arma utilizza un lungo tridente rosso.
Yuizi
Yuizi è l'unica altra ragazza del team. Ha un carattere molto serio e pacato ed i suoi capelli rossi e corti le coprono l'occhio sinistro. Prova rispetto per l'agente del KSA Na Yonsu perché questa, nonostante fosse più debole, ha avuto il coraggio di insultare Ked quando questi le aveva ferito il proprio marito, An Sangeen.

#### Agenti dal KSA
Il KSA è un'organizzazione governativa della Corea che solitamente si occupa di proteggere e nascondere alla popolazione eventuali danni causati dagli scontri tra Nobili e/o membri dell'Unione. Anche quest'agenzia possiede alcuni umani modificati, ma non tutti questi esperimenti sono stati registrati all'Unione. Il direttore che gestisce l'associazione è un uomo di mezz'età di nome Lim Taesik.
Na Yonsu
Yonsu è una dei pochi umani modificati dal KSA. Ella fa anche parte di alcuni esperimenti che sono stati mantenuti segreti persino all'Unione, infatti è conosciuta come un semplice agente umano. A differenza degli altri esperimenti del KSA, Na Yonsu si è offerta lei stessa volontaria per partecipare agli esperimenti. Poiché l'esperimento effettuato su di lei ha avuto successo, è diventata capace di ottenere abilità quali un'ampia forza fisica e velocità. Na Yonsu ha un temperamento piuttosto irascibile e patriottico e talvolta dà la priorità alla sicurezza dei propri concittadini che alla propria.
An Sangeen
Come sua moglie Yousu, anche Sangeen ha scelto volontariamente di diventare un umano modificato e fa parte degli esperimenti segreti del KSA. Come Na Yonsu, anche il suo esperimento ha avuto successo, fatto che gli ha fatto ottenere una buona velocità, forza e resistenza agli attacchi fisici. An Sangen ha un carattere più calmo di sua moglie, ma allo stesso tempo ama il rischio. Fisicamente appare come un uomo di mezz'età, dai capelli grigi e il pizzetto nero.

### I Tredici Saggi dell'Unione
L'Unione è un'organizzazione segreta che da diversi secoli fa ricerche in campo genetico-tecnologico con lo scopo di creare armi e umani con una forza tale da poter competere con quella dei Nobili. L'influenza dell'Unione è tanto forte che essa è temuta da tutte le nazioni del mondo. Le persone che comandano questa organizzazione sono tredici e sono noti come i "Tredici Saggi": questi comprendono sia uomini, che Licantropi, che Nobili traditori.
I Saggi attualmente noti sono:
| Ordine     | Nome           | Razza            | Descrizione |
| ---------- | -------------- | ---------------- | --- |
| 1° Saggio  | Sconosciuto    | Sconosciuta      | - |
| 2° Saggio  | Maduke         | Licantropo       | È l'attuale Lord dei Licantropi. |
| 3° Saggio  | Sconosciuto    | Umano (?)        | Non si sa molto di questo membro dei Tredici Anziani. Appare come un giovane uomo dalla pelle mulata e dai capelli bianchi raccolti in 4 trecce. |
| 4° Saggio  | Roctis Kravei  | Nobile           | Roctis è uno dei Clan Leader che 500 anni or sono tradirono il Lord dei Nobili. È il padre di Ignis Kravei. In passato era piuttosto affezionato a Raizel e veniva spesso a fargli visita, ma avendo scoperto che sua figlia aveva commesso dei crimini contro degli umani innocenti e temendo che venisse punita con la morte, allora decise di aderire dalla congiura contro di lui. La sua Soul Weapon è una lunga frusta nera. |
| 5° Saggio  | Lunark         | Licantropo       | Il suo nome è attualmente sconosciuto ed è un licantropo. È l'unica donna del Tredici Saggi attualmente conosciuta. È molto forte, e quando si trasforma la sua velocità e capacità di rigenerazione aumentano a dismisura. Inoltre ha un forte senso dell'onore ed è molto orgogliosa. Sembra anche avere un certo interesse per Frankenstein, che è uno dei pochi uomini che sono in grado di contrastare la sua forza. |
| 6° Saggio  | Urokai Agvain  | Nobile           | Urokai è un Nobile ed uno dei Clan Leader che tradirono l'attuale Lord 500 anni fa. Ha lunghi capelli rossi e porta una benda nera con una croce d'argento sull'occhio sinistro, il quale perse molto tempo fa durante uno scontro con Frankenstein. Urokai è sempre stato geloso di Frankenstein per la sua amicizia con Rai, Nobile del quale ha sempre avuto grande stima, tanto da visitarlo spesso ed offrendosi addirittura di preparargli il tè. La sua Soul Weapon è una lunga alabarda nera chiamata Dragus.                                                            |
| 7° Saggio  | Jaruga Siriana | Nobile           | Altro Clan Leader e traditore del l'attuale Lord. La sua Soul Weapon è una catena dorata con una lama dorata e nera ad un'estremità. È anche il colui che ha posto fine alla vita del padre di Seira e a quello di Regis. |
| 8° Saggio  | Sconosciuto    | Uomo cibernetico | È un uomo che è stato modificato dal 9° Saggio e da Ignes. Andora combattere ed ha un'incredibile resistenza ai colpi capacità di rigenerazione. Oltre ciò, riesce a lanciare raggi di energia dalla forza esplosiva sia dalla bocca che dalle mani. È un uomo sadico al quale piace distruggere e vedere la gente scappare dal panico alle sue esplosioni. |
| 9° Saggio  | Sconosciuto    | Umano            | È un uomo modificato piuttosto vecchio, basso, dalla lunga barba e baffi bianchi. I suoi pochi e lunghi capelli, anch'essi bianchi, invece sono raccolti in una treccia. Insieme ad Ignes, è lo scienziato più importante dell'organizzazione ed è anche colui che ha creato la maggior parte degli uomini modificati dell'organizzazione. Quando usa trasforma il suo corpo, gli appaiono sei zampe di ragno sulla schiena, ma poiché non ha esperienza in battaglia (visto che passa il tempo in laboratorio a fare esperimenti) è piuttosto debole rispetto agli altri Saggi. |
| 10° Saggio | Rostere        | Umano            | Questo Saggio si caratterizza per essere piuttosto basso e grasso. È parzialmente pelato ed ha due lunghi baffi bianchi. Quando si trasforma diventa una sorta di muscoloso mostro nero con diversi corni nella fronte, nelle spalle e nelle gambe. È anche in grado di lanciare micidiali raggi di energia dal corno che ha sulla fronte e dalle mani. |
| 11° Saggio | Muar           | Umano            | Al contrario del 10° Saggio, Muar è molto alto e magro, con i capelli beige e a punta. È un uomo modificato ed è in grado di trasformare il proprio intero corpo per prendere una forma simile a quella di una mantide. |
| 12° Saggio | Sconosciuto    | Umano            | Oltre ad essere un umano modificato, ha un contratto con Roctis, cosa che gli permette di trasformarsi in una sorta di mostro che assomiglia ad un grosso pipistrello e di acquistare grandissima velocità. Diventa persino in grado di lanciare micidiali raggi di energia dalla bocca e dalle mani. |
| 13° Saggio | Dr. Crombel    | Umano            | È il 13° Saggio dell'Unione. Egli è noto per essere un grande scienziato ed aver ottenuto ottimi risultati in diversi dei suoi esperimenti. È scaltro, subdolo e fa di tutto per ottenere tutto ciò che vuole. In passato è stato il responsabile per esperimenti dei soggetti della "Serie M", come M-21 e M-24. |

## Terminologia di Noblesse
- Contratto: Il "contratto" è un legame di sangue tra un umano ed un Nobile e può avvenire solo se entrambi sono consenzienti. Il Nobile diventa così padrone dell'umano, ma in cambio questo ottiene forza e abilità sovrumane. Pare che il Nobile ed l'umano possano anche comunicare tra di loro attraverso la mente e percepire la presenza dell'altro.
- Ibernazione: Avviene quando un Nobile decide di entrare in uno stato dormiente per un tempo indeterminato, magari per recuperare la propria forza o curarsi da ferite di livello molto grave. Attraverso Rai sappiamo che l'ibernazione può durare pochi giorni, così come diversi secoli.
- Infetto: Gli Infetti sono molto simili ai mutanti, ma nascono dall'infezione causata da un umano modificato.
- Mutante: È un umano che è stato infettato da un altro umano che ha un contratto con un Nobile. Questi umani sono molto instabili, muoiono molto velocemente se non si nutrono di sangue costantemente. Tra gli umani sono conosciuti anche come "Vampiri".
- Sonno Eterno: Per un Nobile, il sonno eterno equivale alla morte. Può avvenire in due casi: quando un Nobile viene colpito a morte o quando decide di entrare in tale stato di propria volontà. Le modalità di quest'ultimo evento sono ancora poco chiare.
- Soul Weapon: La Soul Weapon è un'arma posseduta da tutti i Clan Leader ed il Lord e contiene al suo interno l'anima e la forza dei rispettivi antenati. Può essere evocata soltanto dal l'erede di sangue del rispettivo predecessore ed ha il capacità di risvegliare nel suo nuovo possessore dei poteri incredibili. Pare che, nonostante ne aumenti le abilità fisiche, questo risveglio non avvenga se la propria Soul Weapon è incompleta. Quando un Clan Leader muore, il suo successore eredita automaticamente l'arma e risveglia i propri poteri da Clan Leader.

## Media

### Manhwa
Il manhwa, scritto da Son Jae Ho e disegnato da Lee Gwang Su, è stato pubblicato dal 30 dicembre 2007 al 7 gennaio 2019 sulla piattaforma webtoon Naver Webtoon di Naver Corporation. I capitoli sono stati raccolti in 25 volumi pubblicati dal 28 settembre 2011 al 10 febbraio 2017.
In Italia la serie viene pubblicata da Panini Comics sotto l'etichetta Planet Manhwa dal 25 gennaio 2024.
La serie viene distribuita anche negli Stati Uniti da Line Webtoon e in Francia da KBooks.
| Nº | Data di prima pubblicazione | Data di prima pubblicazione | Data di prima pubblicazione | Data di prima pubblicazione |
| Nº | Coreana                     | Coreana                     | Italiano                    | Italiano                    |
| -- | --------------------------- | --------------------------- | --------------------------- | --------------------------- |
| 1  | 28 settembre 2011           | ISBN 978-8-90-113012-5      | 25 gennaio 2024             | ISBN 978-88-287-4679-9      |
| 2  | 7 ottobre 2011              | ISBN 978-8-90-113013-2      | 25 gennaio 2024             | ISBN 978-88-287-5098-7      |
| 3  | 7 ottobre 2011              | ISBN 978-8-90-113014-9      | 25 gennaio 2024             | ISBN 978-88-287-5100-7      |
| 4  | 12 gennaio 2012             | ISBN 978-8-90-113918-0      | 28 marzo 2024               | ISBN 978-88-287-8253-7      |
| 5  | 12 gennaio 2012             | ISBN 978-8-90-113919-7      | 29 agosto 2024              | ISBN 978-88-287-8718-1      |
| 6  | 12 gennaio 2012             | ISBN 978-8-90-113920-3      | 27 febbraio 2025            | ISBN 979-12-21912-10-4      |
| 7  | 27 luglio 2012              | ISBN 978-8-90-114853-3      | 31 luglio 2025              | ISBN 979-12-21919-53-0      |
| 8  | 16 luglio 2012              | ISBN 978-8-90-114854-0      | 31 luglio 2025              | ISBN 979-12-21919-54-7      |
| 9  | 27 luglio 2012              | ISBN 978-8-90-114855-7      | 31 luglio 2025              | ISBN 979-12-21919-55-4      |
| 10 | 19 dicembre 2012            | ISBN 978-8-90-115262-2      | —                           | —                           |
| 11 | 19 dicembre 2012            | ISBN 978-8-90-115263-9      | —                           | —                           |
| 12 | 19 dicembre 2012            | ISBN 978-8-90-115264-6      | —                           | —                           |
| 13 | 29 ottobre 2013             | ISBN 978-8-90-116099-3      | —                           | —                           |
| 14 | 29 ottobre 2013             | ISBN 978-8-90-116100-6      | —                           | —                           |
| 15 | 29 ottobre 2013             | ISBN 978-8-90-116101-3      | —                           | —                           |
| 16 | 29 ottobre 2013             | ISBN 978-8-90-116102-0      | —                           | —                           |
| 17 | 25 aprile 2016              | ISBN 979-1-19-571965-5      | —                           | —                           |
| 18 | 25 aprile 2016              | ISBN 979-1-19-571966-2      | —                           | —                           |
| 19 | 25 aprile 2016              | ISBN 979-1-19-571967-9      | —                           | —                           |
| 20 | 10 febbraio 2017            | ISBN 979-1-18-733316-6      | —                           | —                           |
| 21 | 10 febbraio 2017            | ISBN 979-1-18-733317-3      | —                           | —                           |
| 22 | 10 febbraio 2017            | ISBN 979-1-18-733318-0      | —                           | —                           |
| 23 | 10 febbraio 2017            | ISBN 979-1-18-733319-7      | —                           | —                           |
| 24 | 10 febbraio 2017            | ISBN 979-1-18-733320-3      | —                           | —                           |
| 25 | 10 febbraio 2017            | ISBN 979-1-18-733321-0      | —                           | —                           |

### Animazione
La prima trasposizione animata di Noblesse, dal titolo Noblesse: Beginning of Destruction (노블레스: 파멸의 시작?, Pamyeol-ui SijakLR), è stata annunciata al 17° Bucheon International Animation Festival. Si tratta di un OAV prodotto da Studio Animal, uno studio di animazione sudcoreano, ed è stato pubblicato per la prima volta in DVD da Woongjin Thinkbig Funnism il 4 dicembre 2015, mentre è stato reso disponibile tramite VOD a partire dal 4 febbraio 2016. Una versione sottotitolata in inglese è stata caricata il 1º gennaio 2017 sul canale YouTube di Tooniverse divisa in due parti.
Il 4 febbraio 2016, un original net anime (ONA) di 31 minuti, intitolato Noblesse: Awakening, è stato pubblicato su Crunchyroll e YouTube. Animato da Production I.G, l'anime copre il primo volume del manhwa in una versione pesantemente abbreviata con diverse modifiche minori alla storia.
Il 2 agosto 2019, in occasione del Comic Con Seoul, è stata annunciata la produzione di una serie televisiva anime. Quest'ultima è stata animata nuovamente da Production I.G e co-prodotta da Crunchyroll, che l'ha trasmessa in streaming a livello internazionale al di fuori delle regioni asiatiche dal 7 ottobre al 30 dicembre 2020 per un totale di 13 episodi. La serie è stata concessa in licenza da Muse Communication nel sud-est asiatico. In Giappone, la serie è stata trasmessa un'ora dopo l'uscita su Crunchyroll, su Tokyo MX e due ore e trenta minuti dopo, su BS11. La serie è stata diretta da Yasutaka Yamamoto, mentre Sayaka Harada si è occupata della sceneggiatura e Akiharu Ishii del character design. Yoshihiro Ike e Shun Narita invece hanno composto la colonna sonora. La sigla d'apertura è BREAKING DAWN di Kim Jae-joong mentre quella di chiusura è Etoile delle Oh My Girl. La serie anime si svolge direttamente dopo gli eventi dell'ONA di Noblesse: Awakening e adatta la storia a partire dal secondo volume del manhwa.

#### Episodi
| Nº | Titolo italiano Giapponese 「Kanji」 - Rōmaji                                                                                                 | In onda          | In onda |
| Nº | Titolo italiano Giapponese 「Kanji」 - Rōmaji                                                                                                 | Giapponese       |         |
| 0  | Noblesse: Awakening 「Noblesse: Awakening」                                                                                                   | 4 febbraio 2016  |         |
| 1  | Cose da proteggere / Ordinary 「守るべきもの／Ordinary」 - Mamorubekimono / Ordinary                                                          | 7 ottobre 2020   |         |
| 2  | Un motivo per combattere / Nobility 「戦う理由／Nobility」 - Tatakau riyū / Nobility                                                          | 14 ottobre 2020  |         |
| 3  | Passi nella notte / Fall Out 「夜の足音／Fall Out」 - Yoru no ashioto / Fall Out                                                              | 21 ottobre 2020  |         |
| 4  | Il nido del ragno / Long Fall 「蜘蛛の巣／Long Fall」 - Kumonosu / Long Fall                                                                  | 28 ottobre 2020  |         |
| 5  | La mano di un amico / Fight for... 「友の手／Fight for...」 - Tomo no te / Fight for...                                                       | 4 novembre 2020  |         |
| 6  | Un grande potere / Raizel 「大いなる力／Raizel」 - Ōinaru chikara / Raizel                                                                    | 11 novembre 2020 |         |
| 7  | Mi sono innamorato di una nobile / Unforgettable 「気になるあの娘は貴族様／Unforgettable」 - Ki ni naru ano ko wa kizoku-sama / Unforgettable | 18 novembre 2020 |         |
| 8  | Frankenstein / First Contact 「フランケンシュタイン／First Contact」 - Furankenshutain / First Contact                                        | 25 novembre 2020 |         |
| 9  | Patto di sangue / Devote 「血の契約／Devote」 - Chi no keiyaku / Devote                                                                       | 2 dicembre 2020  |         |
| 10 | Un uomo pericoloso / Love Parade 「危険な男／LOVEPARADE」 - Kiken na otoko / LOVEPARADE                                                       | 9 dicembre 2020  |         |
| 11 | Lord / Lost Child 「ロード／Lost Child」 - Rōdo / Lost Child                                                                                  | 16 dicembre 2020 |         |
| 12 | Che tutto sia com'è giusto / Execution 「全ては、正しくあるために／Execution」 - Subete wa, tadashiku aru tame ni / Execution                 | 23 dicembre 2020 |         |
| 13 | Noblesse / Take Her Hand 「ノブレス／Take Her Hand」 - Noburesu / Take Her Hand                                                               | 30 dicembre 2020 |         |

### Altri media
Nel marzo 2016, quattro personaggi di Noblesse sono stati aggiunti come personaggio giocabili nel videogioco mobile Fantasy War Tactics di Nexon del 2015. Per tutta la durata del mese sono stati aggiunti vari oggetti speciali legati a Noblesse, come la "Moneta di Noblesse" e l'equipaggiamento "Noblesse Black Coocoo".
Nel giugno 2016 è stato realizzato un nuovo evento dedicato a Noblesse, aggiungendo Raizel come quinto eroe giocabile.
Il 7 novembre 2016, Air Seoul ha annunciato di aver collaborato con Naver Webtoon per realizzare un video sulla sicurezza. Alcune delle opere mostrate includono i webtoon Denma, The Sound of Heart e Noblesse.
Nel primo capitolo del manhwa Alpha riguarda l'Unione, un uomo modificato, e lo sperimentatore. Alla fine del capitolo è presente un logo chiamato JHS Studio, che rivela che Alpha e Noblesse sono ambientati nello stesso universo narrativo. Inoltre il rappresentante di JHS Studio è Son Jae Ho, autore di Noblesse.